# 里奇利鎮區 (明尼蘇達州尼科萊特縣)
里奇利鎮區（英語：Ridgely Township）是位於美國明尼蘇達州尼科萊特縣的一個行政鎮區。

## 地方資料
里奇利鎮區的面積為48.31平方千米，當中陸地面積為48.14平方千米，而水域面積為0.17平方千米。根據2020年美國人口普查的數據，當地共有人口108人，而人口密度為每平方千米2.24人。